# Davey Barr
Davey Barr (ur. 3 marca 1977 w Vancouver) – kanadyjski narciarz, specjalista narciarstwa dowolnego. Jego największym sukcesem jest brązowy medal w skicrossie wywalczony podczas mistrzostw świata w Inawashiro. Zajął także 6. miejsce w tej samej konkurencji na igrzyskach olimpijskich w Vancouver. Najlepsze wyniki w Pucharze Świata osiągnął w sezonie 2007/2008, kiedy to zajął 15. miejsce w klasyfikacji generalnej, a w klasyfikacji skicrossu był czwarty.

## Osiągnięcia

### Igrzyska olimpijskie
| Miejsce | Dzień     | Rok  | Miejscowość | Konkurencja | Zwycięzca      |
| ------- | --------- | ---- | ----------- | ----------- | -------------- |
| 6.      | 21 lutego | 2010 | Vancouver   | Skicross    | Michael Schmid |

### Mistrzostwa świata
| Miejsce | Dzień    | Rok  | Miejscowość          | Konkurencja | Zwycięzca             |
| ------- | -------- | ---- | -------------------- | ----------- | --------------------- |
| 27.     | 18 marca | 2005 | Ruka                 | Skicross    | Tomáš Kraus           |
| 22.     | 6 marca  | 2007 | Madonna di Campiglio | Skicross    | Tomáš Kraus           |
| 3.      | 2 marca  | 2009 | Inawashiro           | Skicross    | Andreas Matt          |
| 7.      | 4 lutego | 2011 | Deer Valley          | Skicross    | Christopher Del Bosco |

#### Miejsca w klasyfikacji generalnej
- sezon 2001/2002: 74.
- sezon 2002/2003: 72.
- sezon 2003/2004: 82.
- sezon 2004/2005: 43.
- sezon 2007/2008: 15.
- sezon 2008/2009: 22.
- sezon 2009/2010: 74.
- sezon 2010/2011: 55.
- sezon 2011/2012: 111.

#### Miejsca na podium
1. Deer Valley – 2 lutego 2008 (Skicross) – 1. miejsce
2. Grindelwald – 2 marca 2008 (Skicross) – 2. miejsce
3. Cypress Mountain – 6 lutego 2009 (Skicross) – 3. miejsce